# Jonas Capdebo
Jonas Capdebo (1741-1787) – nobil de origine armeană din Transilvania.
Fiul lui Unan Kabdebo (?) și al soției sale Ana Patrubany (1742-?).
Refugiat din Moldova Jonas (Jonah) Capdebo s-a stabilit împreună cu familia sa în Dumbrăveni (Elisabetopol), și au avut patru copii: Jonas (Jonah) Capdebo (1759-1826), Marton Capdebo (1766-1816), Ferenc Capdebo (?-1824), și Gergely Capdebo (1776-1840). 
Comerciant renumit în toată Transilvania, Jonas Capdebo reușește să se impună încă din 1740 pe piața comerțului de vite, devenind furnizor oficial ai Casei Imperiului Habsburgic. 